# Mateus de Aranda
Mateus de Aranda (Aranda de Duero, ca. 1495 — Coimbra?, 15 de fevereiro de 1548) foi um importante professor, compositor, tratadista e teórico musical do século XVI.

## Vida
Mateus de Aranda, ou Matheo de Aranda nasceu por volta de 1495 em Aranda de Duero no Reino de Castela. Terá recebido uma formação exímia antes de vir para Portugal, país onde desenvolveu a sua atividade. Foi mestre de capela da Sé Catedral de Évora entre 3 de abril de 1528 e 26 de agosto de 1544, sendo o mais antigo mestre conhecido dessa instituição. Em Évora destacou-se pela sua capacidade pedagógica, escreveu e publicou dois importantes tratados musicais para auxiliar o seu ensino, que vêm consagrados no Index da Biblioteca Musical de D. João IV, a saber:
- Tractado de canto Llãno (Lisboa: Oficina de Germão Galharde, 1533)
- Tractado de canto mensurable (Lisboa: Oficina de Germão Galharde, 1535).[2][1]

Deixou o cargo de mestre de capela em 1544 pois nessa data foi nomeado professor na Universidade de Coimbra, ocupando o cargo até à sua morte, poucos anos depois, a 15 de fevereiro de 1548.

## Obra

### Tratados Musicais
- Tractado de Cãto Llano (1533): de Mateus de Aranda, Edição fac-similada, com introdução e notas de José Augusto Alegria, Lisboa, Instituto de Alta Cultura, 1962.
- Tractado de Canto Mensurable: de Mateus de Aranda, Edição fac-similada, Introdução e notas de José Augusto Alegria, Lisboa, Fundação Calouste Gulbenkian, 1978.

### Composições Musicais
Poucas obras musicais sobreviveram e são atribuídas a Mateus de Aranda: 
- O conjunto do Adjuva nos Deus a 4 vozes (P-EVp CLI/1– 9d)
- Dois Fragmentos de Missas: Et incarnatus est e Et vitam.